# Podhacie
Podhacie (ukr. Підгаття) – wieś na Ukrainie, w obwodzie wołyńskim w rejonie kamieńskim. Liczy 155 mieszkańców.
Do 2020 w rejonie maniewickim.